# نونوي باكلاو
نونوي باكلاو (بالتاغالوغية: Siverino Baclao)‏ مواليد 15 يونيو 1987 في باكولود، الفلبين، هو لاعب كرة سلة فلبيني. بدأ مسيرته الاحترافية في سنة 2010. يلعب في الرابطة الفلبينية لكرة السلة كلاعب وسط. يحمل الرقم 9. يبلغ طوله 6 قدم 5 بوصة (2.0 م).

## المسيرة الاحترافية
لعب مع باراكو بول إنرجي في موسم 2010–2011، ثم لعب مع سان ميغيل بيرمن في موسم 2011–2012، ثم لعب مع تي إن تي كاتروبا في موسم 2013–2014، ثم لعب مع ألاسكا أيسز في سنة 2015.